# میپل‌وود (مینه‌سوتا)
میپل‌وود (به انگلیسی: Maplewood) شهری در شهرستان رمزی ایالت مینه‌سوتا در کشور ایالات متحده آمریکا است که جمعیت آن در سرشماری سال ۲۰۱۰ میلادی، ۳۸۰۱۸ نفر بوده‌است.